# Hard Rock Hallelujah
Pour les articles homonymes, voir Alléluia (homonymie) et Hard rock (homonymie).
Singles de Lordi
Blood Red Sandman Who's Your Daddy ?
Chansons représentant la Finlande au Concours Eurovision de la chanson
Why?
(2005) Leave Me Alone
(2007)
Chansons ayant remporté le Concours Eurovision de la chanson
 My Number One
(2005)  Molitva
(2007)
Pistes de The Arockalypse
Who's Your Daddy ? They Only Come Out At Night
Hard Rock Hallelujah est une chanson du groupe finlandais Lordi, extraite de l'album The Arockalypse, avec laquelle le groupe remporta le Concours Eurovision de la chanson 2006. La chanson a été publiée sous forme de single en 2006. 
Elle est intégralement interprétée en anglais, et non pas en finnois, comme le permet la règle depuis 1999.

## Liste des titres du single
1. Hard rock Hallelujah
2. M.. Killjoy
3. Devil is a loser
4. Would you love a monsterman
5. Not the nicest guy
6. To hell with pop

## Clip
Le clip vidéo accompagnant le titre a été réalisé par Pete Riski. Le personnage principal a été joué par Leina Ogihara.

## Membres
Hard Rock Hallelujah fut enregistré par :
- Mr. Lordi : chant
- Kita : batterie
- Amen : guitare
- Awa : clavier
- Ox : basse

## Classements hebdomadaires
| Classement (2006)                       | Meilleure position |
| --------------------------------------- | ------------------ |
| Allemagne (GfK Entertainment)           | 5                  |
| Autriche (Ö3 Austria Top 40)            | 2                  |
| Belgique (Flandre Ultratop 50 Singles)  | 2                  |
| Belgique (Wallonie Ultratop 50 Singles) | 21                 |
| Écosse (OCC)                            | 12                 |
| Finlande (Suomen virallinen lista)      | 1                  |
| Irlande (IRMA)                          | 4                  |
| Norvège (VG-lista)                      | 9                  |
| Pays-Bas (Single Top 100)               | 27                 |
| Royaume-Uni (UK Singles Chart)          | 25                 |
| Royaume-Uni (UK Rock Chart)             | 1                  |
| Suède (Sverigetopplistan)               | 8                  |
| Suisse (Schweizer Hitparade)            | 5                  |

## Certifications
| Pays             | Certification | Unités certifiées |
| ---------------- | ------------- | ----------------- |
| Allemagne (BVMI) | Or            | 150 000           |